# كلاسيكو أثلتيك بلباو وبرشلونة
يُعد كلا الفريقين من أقدم الفُرق في البلاد، وقد شاركوا في جميع مواسم البطولة الوطنية، الدوري الاسباني (لا ليغا). تُعد هذه المباراة هي الثالثة بعد المباراة الأكثر لعبًا في إسبانيا (مواجهات كل من الفريقين ضد نادي ريال مدريد العضو الثالث في الدوري) بعد خوضهم تسع نهائيات في بطولة كأس ملك إسبانيا
ومن أكبر نتائج مواجهتهم 12-1 لبرشلونة و7-0 لبرشلونة. حيث كان بلباو الأكثر تفوقا في تاريخ المواجهات بينهم. . وبالتالي، اُطلق عليها اسم الكلاسيكو، وهو مصطلح إسباني حديث لمباراة تقليدية ومهمة (كلاسيكية) وهو مختلف عن مباراة الديربي بين فريقين محليين.
كانت العلاقة بين نادي اتليتيك بيلباو وبرشلونة تاريخياً علاقة سليمة إلى حد ما بغض النظر عن بعض الفترات عندما أصبحت فيها المنافسة عدائية كما حدث في ثمانينات القرن العشرين. بحلول مطلع القرن الحادي والعشرين، أصبحت المنافسة بينهم مفهوماً تاريخياً بسبب التفاوت بين ثروات الفريقين وغياب العنصر المحلي. ولكن اعادت لقاءاتهم بين الحين والاخر سمة المباراة حيث أنهم تواجهوا في أربع نهائيات في بطولة كأس ملك إسبانيا وثلاث مباريات في كأس السوبر خلال اثني عشر موسم.

## نبذة عن الفريقين
فريق برشلونة واتلتيك بلباو هما فريقان مملوكان من الجمعيات (الأعضاء) الذين ينتخبون رئيسا للنادي للإشراف على شؤونه. يُولي الفريقان أهمية كبيرة في تطوير اللاعبين المحليين من خلال نظامهم المعروف باسم كانتيرا (أكاديمية الشباب)، وكانوا أحد اخر الأندية الكبيرة الذين اعتمدوا شعار الراعي التجاري على قمصانهم (أعتمد ذلك نادي اتليتيك بيلباو في عام 2008 وتبعه نادي برشلونة بعد ثلاث سنوات).
باعتبارها أكثر الأندية نجاحاً في مناطقهم الأصلية (اقليم الباسك لنادي اتليتيك بيلباو وكتالونيا لنادي برشلونة) ويرى أيضاً المشجعين على ان الفريقين هما تجسيد رياضي لسكان المنطقة لذلك يلعب الفريقين دوراً مهماً ومشابهاً في ثقافة كرة القدم الوطنية مع التزام نادي اتليتيك بيلباو بسياسة 'لاعب الباسك' فقط  وجهود نادي برشلونة ليصبح الأفضل في العالم مع الحفاظ على الهوية الكتالونية والترويج لها حيث تمثل نهجين متنوعين لكونها رمزاً لأوطانهم.
تُعد المنافسة بين نادي برشلونة وريال مدريد أكثر حدة - حيث أن ريال مدريد يُمثل الإقليم القشتالي المُهيمن والعائلة المالكة الإسبانية. تُعرف المنافسة بين الفريقين أحياناً ب Gran Clasico (كران كلاسيكو) واصبحت فيما بعد تُعرف بالكلاسيكو. يخوض فريق برشلونة ايضاً مواجهة الديربي المحلي في برشلونة ضد نادي إسبانيول والتي لها جوانب سياسية ايضاً. تُعد علاقة نادي اتليتيك بيلباو مع ريال مدريد أكثر فتوراً من علاقتهم بنادي برشلونة ويرجع السبب إلى الاختلافات في الهوية السياسية والثقافية للفريقين، ولديهم ايضاً منافس محلي كبير في منطقة الباسك المتمتعة بالحكم الذاتي مع ريال سوسييداد.

## التاريخ
يُعد أول لقاء للفريقين مسألة جدل. لُعب نهائي كأس التتويج عام 1902 بين برشلونة ونادي بيسكايا (نادي مشترك بين نادي اتليتيك وبيلباو وتم دمجه في العام التالي)، وفاز نادي بيسكايا بنتيجة 2-1. يعتبرون فريق اتليتيك بيلباو أنفسهم خليفة لنادي بيسكايا وكأس التتويج في نسخته الأولى من بطولة كأس الملك الإسباني والتي اُعتبرت لاحقا انتصارات في تكريمهم الرسمي. ومع ذلك، اعتبر الاتحاد الاسباني عام 1903 موعداً لانطلاق بطولة كأس الملك الإسباني متجاهلاً البطولة التي اقيمت في العام السابق لذلك لم يتم اثباته رسمياً أن نادي بيسكايا واتليتيك نفس النادي ام لا. تضمن ايضاً نادي برشلونة في النهائي لاعبين من نادي هيسبانيا، مما يعني أن الفريق كان عبارة عن قوةً مشتركة وليس كياناً واحداً.
نجح كلا الفريقين في السنوات الأولى من البطولة الوطنية بين عامي 1903 و1920، حقق الباسك سبعة القاب وحققت كتالونيا ثلاثة القاب (يتضمن انتصارات في نسخة عام 1910 عندما اُقيمت مسابقتين، واعُتبرت كلاهما رسمياً بأثر رجعي)، ولكن لم يواجهوا بعضهم في أي جولة من البطولة حتى لقاءهم الأول بلا منازع في النهائي عام 1920 الذي عُقد في خيخون وفاز نادي برشلونة بنتيجة 2-0. في النسخة التالية من البطولة، انسحب نادي برشلونة احتجاجاً بعد أن غير الاتحاد موقع المباراة النهائية إلى بيلباو، وحقق النادي المُستضيف (بيلباو) كأس البطولة.
اُستحدثت الدوريات التأهيلية الإقليمية، وكان نادي اتليتيك النادي المهيمن في بطولة بيسكاي (من عام 1913) بينما كان نادي برشلونة هو الأقوى في بطولة كتالونيا لكرة القدم (أُقيمت النسخة الأولى عام 1901). قدم الفريقين إجراءات في تلك الحقبة جعلتهم رموزاً مهمة في بلادهم. نَفّذ نادي اتليتيك سياسة استخدام اللاعبين المحليين فقط رداً على للانتقادات من الخصم بسبب إشراك الكثير من اللاعبين الأجانب، واعتمد نادي برشلونة اللغة الكتالونية اللغة الرسمية. في تلك الحقبة، لُعبت المباريات من فُرق تمثيلية من كل بطولة إقليمية وتضمنت العديد من المباريات بين كتالونيا وبلاد الباسك.